# Marsdenia loniceroides
Marsdenia loniceroides är en oleanderväxtart som först beskrevs av William Jackson Hooker, och fick sitt nu gällande namn av Eugène Pierre Nicolas Fournier. Marsdenia loniceroides ingår i släktet Marsdenia och familjen oleanderväxter. Inga underarter finns listade i Catalogue of Life.